# Легенда. Людмила Гурченко
«Легенда. Людмила Гурченко» — украинский кинофильм 2011 года. Последнее появление Людмилы Гурченко на экране. Премьера фильма прошла на телеканале «Интер» 8 апреля 2011. Позже, через год, фильм был показан в России на Первом канале.

## Сюжет
На протяжении всего фильма Людмила Гурченко рассказывает о всей своей жизни: детство, отец, Харьков в годы Великой Отечественной войны, первый грандиозный успех в фильме «Карнавальная ночь», потом забвение, длившееся 10 лет, затем возвращение в кино благодаря фильму «Старые стены» 1973 года. И воспоминание о целой цепочке фильмов и ролей, вошедших в «золотой фонд» советского кинематографа.

## В ролях
- Людмила Гурченко — главная роль
- Феликс Ильиных — исполнение песни «Белый снег»
- Аслан Ахмадов — эпизод